# Ankeveen
Ankeveen – wieś w prowincji Holandia Północna, w Holandii. Według danych na rok 2018 wieś zamieszkiwało 870 osób, a gęstość zaludnienia wyniosła 3068 os./km².

## Klimat
Klimat jest umiarkowany. Średnia temperatura wynosi 8 °C. Najcieplejszym miesiącem jest lipiec (18 °C), a najzimniejszym miesiącem jest luty (0 °C).